# Cameron Kerry
Cameron Forbes Kerry (sinh ngày 06 tháng 9 năm 1950) là một chính trị gia Mỹ. Ông là em trai của John Kerry và là Tổng Cố vấn của Bộ Thương mại Hoa Kỳ. Ông được bổ nhiệm làm Quyền Bộ trưởng Thương mại Hoa Kỳ từ ngày 01 tháng 6 năm 2013  và tiếp tục vị trí của mình là Luật sư sau ngày 26 tháng 6 năm 2013 khi Penny Pritzker tuyên thệ nhậm chức Bộ trưởng Thương mại Hoa Kỳ thứ 38. Là luật sư trưởng của Bộ Thương mại, Cameron Kerry là cố vấn pháp lý chủ yếu để các Bộ trưởng Thương mại và thứ ba xếp hạng nhân viên thư ký. Tổng thống Obama đề cử ông vào ngày 20 tháng 4 năm 2009 và ông đã được Thượng viện Hoa Kỳ chấp thuận vào ngày 21 tháng 5 năm 2009.
Ông là giám đốc pháp lý của Bộ và giám sát công việc của hơn 325 luật sư trong 14 văn phòng đã cung cấp tư vấn pháp lý cho tất cả các thành phần của Cục. Kerry là giám đốc đạo đức của Bộ, và đồng chủ trì chính sách Internet Task Force của Bộ trưởng, trong đó tập hợp các cơ quan thương mại với chuyên môn trên mạng Internet trong nền kinh tế toàn cầu thế kỷ 21.

## Sự nghiệp
Năm 2004, Cameron Kerry là một cố vấn có ảnh hưởng trong chiến dịch tranh cử của anh trai. Kerry đã đóng một vai trò trong việc quyết định đằng sau hậu trường và như là một thay thế chiến dịch.
Năm 1983, Cameron Kerry chuyển đổi từ Công giáo La Mã sang Do Thái giáo trước khi kết hôn với Kathy Weinman.
Năm 2013, ông làm Quyền Bộ trưởng Thương mại Hoa Kỳ sau khi Quyền Bộ trưởng Thương mại Hoa Kỳ lúc đó là Rebecca Blank từ chức.

## Tranh cãi
Ngày 18 tháng 9 năm 1972, một ngày trước khi cuộc bầu cử sơ trong đó John Kerry đang tìm kiếm đề cử huyện mình trong cuộc đua của mình vào Hạ viện Hoa Kỳ, Cameron Kerry và Thomas J. Vallely đã bị bắt trong tầng hầm của tòa nhà là nơi ở của John Kerry và trụ sở chiến dịch đối thủ Anthony R. DiFruscia của Cameron. Ông bị buộc tội đột nhập. Một tháng sau đó, những chi phí đã được giảm xuống sau khi chiến dịch Kerry giải thích rằng Cameron là trong tòa nhà để điều tra tin đồn rằng đường dây điện thoại chiến dịch của anh trai mình.